# Microlissencéphalie
 (août 2025).
 Mise en garde médicale
La microlissencéphalie est une pathologie associant une lissencéphalie avec une microcéphalie. Elle est également connue sous le nom de syndrome de Norman Roberts.

## Étiologie
Elle serait en rapport avec la mutation du gène RELN situé au niveau du locus q22 du chromosome 7. Ce gène est responsable de la synthèse de la reeline, une protéine importante impliquée dans le développement et la maturation du système nerveux global et qui pourrait jouer, avec de nombreuses autres protéines, un rôle dans l'autisme, un trouble qui semble être dérivé d'erreurs génomiques le long de l'axe de développement. Des indices laissent penser que des malformations anatomiques sont courantes dans le cervelet, l'hippocampe, le cortex frontal et le cortex pariétal de personnes autistes. 

Ces observations générales pourraient expliquer qu'un lien semble exister entre l'activité biologique de la reeline et l'autisme. En effet, il a été montré que l'activité de la reeline est considérablement diminuée chez les enfants atteints de TSA.

Les polymorphismes de la reeline impliquent des répétitions de trinucléotides qui sont associés à l'autisme ; la reeline étant nécessaire au développement neuronal et à la migration cellulaire, son activité dans les réponses immunitaires qui nécessitent l'adhésion cellulaire et l'autoactivation médiée par les récepteurs peut être pertinente dans les TSA.
La microlissencéphalie peut également survenir lors de la double mutation des gènes de deux récepteurs de lipoprotéines l'ApoER2 et le VLDLR, ou de la simple mutation du gène Dab1 (trois gènes qui sont responsables de la synthèse de protéines intervenant dans la voie de signalisation de la reeline).

## Incidence
Son incidence est inconnue mais très rare.

## Description
La microcéphalie est au premier plan avec des enfants à la naissance dont le périmètre crânien est mesuré à 25 centimètres au lieu des 35 centimètres. Cette pathologie est responsable d’une microcéphalie parmi les plus importantes en pathologie.

## Mode de transmission
La microlissencéphalie est une pathologie à transmission autosomique récessive.